# 郭象
郭 象（かく しょう、252年 - 312年）は、西晋の思想家。字は子玄。河南郡の人。『荘子』注釈者の筆頭。

## 経歴
老荘思想を好み、清談をよくした。王衍は郭象の清談を「懸河の水があふれるがごとく、次から次へ注がれ枯れることがない」と評され、「懸河の弁」の由来ともなった。後に辟召されて司徒掾となり、しばらくして黄門侍郎となった。その後司馬越が招聘して太傅主簿とした。高官となった郭象は一転して権勢を誇示するようになり、かつての清談をしていた頃の清廉さを捨て去ったという。永嘉の末年に没した。
『荘子』に注したことで知られる。何晏・王弼などの玄学を襲い、発展させた思想であるが、彼らの「無を以て本と為す」貴無の論調とは一線を画しており、「独化」「自得」などといった語に象徴されるように道のあるべき流れに従って「おのずと生まれた」有なるものを崇める姿勢を見せた。また、人間の道徳観念は生得的に備わる（「仁義は自ら是れ人の惰性なり」）ものであるとも説いた。
史書の記載するところによれば「郭象は軽薄な人間であり、向秀の『荘子』注が世に知られていないことをいいことに、これに若干の加除を行った上で、自分の著作と偽って『荘子』注を著した」という。これの真偽については古来議論があるが、余嘉錫『世説新語箋疏』では「向秀の注が残っていないのでもはや検証のしようがない」と述べている。また、古勝隆一は現存する向秀の注の佚文との比較から郭象が向秀の説を踏襲したのは間違いはないが、向秀の注も崔譔の注の遺亡を補うために書かれたと明記され（『世説新語』引用の「向秀別伝」）、更に司馬彪の注にある説も取り入れていることを指摘した上で、郭象の注は先行する崔譔・司馬彪・向秀の説を積極的に活用しつつも独自の視座の元に全面的に再解釈したもので、向秀らの説を剽窃したとまでは言えないとしている。